# 北海道上富良野高等学校
北海道上富良野高等学校（ほっかいどうかみふらのこうとうがっこう）は、北海道空知郡上富良野町に位置する公立の高等学校である。

## 概要
教育目標として「未来社会を生き抜く自立した人間の育成」を掲げており、校訓は「たくましく しなやかに」である。
特色ある学校づくりに取り組んでいるとされ、外国語指導助手の常駐による英語教育のほかアウトドア学や「福祉と介護」の授業が事例としてあげられている。
また2005年には卒業生らによって「上富良野高校サポーターズクラブ」が結成されており、会員は部活動の指導や課外授業の講師を務めるなどの活動を行っている。

## 沿革
1948年に創立された北海道立富良野高等学校上富良野分校を起源とする。1965年には校舎を現在地へ移転。1967年に定時制課程農業科が設置され、普通科の募集は中止される。1970年には定時制課程生活科が設置され、同年からは完全な通信制に移行する。
しかし1974年には新たに全日制普通科が設置され、定時制課程の募集は中止される。1984年にはカナダアルバータ州エドモントン市のジャスパープレイス総合高等学校との姉妹校になる。1997年には韓国への見学旅行が開始されている。現在の校舎は2005年に落成した。

## 部活動
バドミントン部・ソフトテニス部・硬式野球部・音楽同好会・eスポーツ部が活動を行っている。かつては書道部も存在した。
硬式野球部
上富良野町では小学校や中学校のチームが全国大会に出場した実績もあり野球が盛んではあるが、地元の高校に進学して野球を続ける例は少ないという。2010年には「上富良野高校野球部を応援する会」が結成され、同年には上富良野中学校野球部出身の生徒12人が入学した。しかし2022年5月の時点で部員は2年生1人1年生1人(全選手)の計2人のみとなっている。
音楽同好会【吹奏楽部】
部員が1人だけの時期もあったが、その後は部員が増加し2003年には緑峰高等学校とともに富良野文化会館においてコンサートを開催している。2019年に吹奏楽同好会から音楽同好会に改名
書道部
現在は活動していないが、2005年の時点では6人の部員が所属していた。全員が同年に入部した初心者であったが、同年の高文連旭川支部大会では2年生5人が特選に入賞し、残りの1年生1人も地区推薦により全道高校書道展・研究大会へ参加した。